# 浜名湖電装
浜名湖電装株式会社（はまなこでんそう、英: Hamanakodenso Co., Ltd. ）は、静岡県湖西市に本社を置く自動車部品サプライヤー。
デンソーの連結子会社。

## 概要
1946年（昭和21年）5月創業。自動車用の空気・油圧・電機制御製品やホーン（警報器）などの開発・製造を行っている。

## 沿革
- 1946年（昭和21年）5月 - 河合電装品製作所創業。
- 1950年（昭和25年）7月 - 株式会社ワシヅ製作所設立。
- 1967年（昭和42年）11月 - 社名を浜名湖電装株式会社に変更。
- 1971年（昭和46年）11月 - 日本電装よりQCモデル工場指定。
- 1979年（昭和54年）11月 - デミング賞を受賞。
- 1982年（昭和57年）10月 - 静岡労働基準局より労働衛生管理の優秀賞を受賞
- 1983年（昭和58年）
  - 3月 - ホーンの生産開始（事業移管）。
  - 4月 - 吉美工場竣工。
- 1989年（平成元年）7月 - 静岡労働基準局より産業安全で進歩賞を受賞。
- 1990年（平成2年）10月 - 労働衛生管理労働大臣努力賞を受賞。
- 1992年（平成4年）2月 - 湖西市市政施行20周年　優良企業表彰を受賞。
- 1993年（平成5年）7月 - 豊橋事業所を子会社「株式会社ハマデン・ピー・エス」として独立。
- 1994年（平成6年）10月 - 吉美サッカーグラウンド開場。
- 1997年（平成9年）5月 - ハマデン・インドネシア（HDI）設立。
- 1998年（平成10年）2月 - QS‐9000認証取得。
- 1999年（平成11年）8月 - 吉美工場・第II期工場竣工。
- 2000年（平成12年）1月 - ISO 14001認証を取得。
- 2002年（平成14年）5月 - ゼロ・エミッション達成
- 2003年（平成15年）3月 - HDIがISO 14001認証を取得。
- 2004年（平成16年）5月 - ISO/TS16949:2002認証取得。
- 2007年（平成19年）
  - 5月 - 技術・研修センター竣工。
  - 8月 - 吉美工場・第Ⅲ期工場竣工。
- 2008年（平成20年）
  - 10月 - ハマデン・ベトナム（HDVN）を設立。
  - 12月 - ホーン欧州認証取得。
- 2013年（平成25年）
  - 5月 - HDVNがISO/TS16949認証を取得。
  - 11月 - ボルボ品質優秀賞（VQE）受賞。
- 2014年（平成26年）4月 - ハマデン・メキシコ（HDMX）を設立。
- 2015年（平成27年）6月 - 新厚生棟（名称：ブルー・テラス）竣工。
- 2017年（平成29年）7月 - HDMXがISO/TS16949認証取得。
- 2018年（平成30年）6月 - 試作・実験棟竣工。

## 主な製品
自動車製品
- 空気制御製品
- 機械制御製品
- 燃料制御製品
- 警報製品
- 電気制御製品
- 油圧制御製品

サニタリー製品
- 自動水栓

## 事業所
- 本社・本社工場 - 静岡県湖西市[1]
- 吉美工場 - 静岡県湖西市[1]

## 関連会社
- 株式会社ハマデンピーエス[1]
- P.T.HAMADEN INDONESIA MANUFACTURING[1]
- HAMADEN VIETNAM CO.,LTD.[1]
- HAMADEN MEXICO S.A.DE C.V.[1]